# Lengyelország az első Piastok korában (1138-ig)

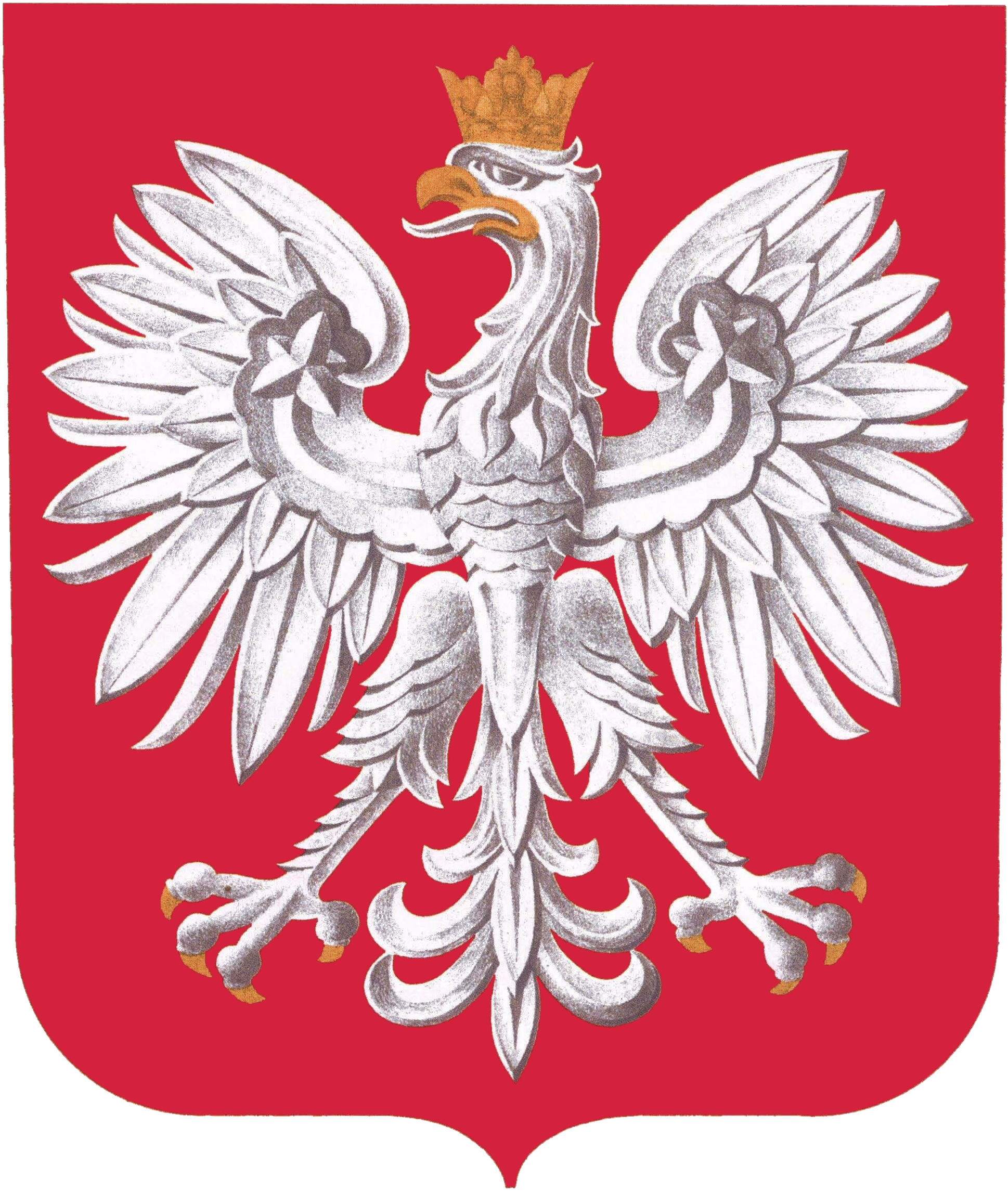
Lengyelország címere

Lengyelország történelme az első Piastok korában: ez az első nagy időszak az állam történelmében. Az időszak a 9. századtól 1138-ig tartott. A 10. század közepéig a wiślanok és polanok törzsi államai léteztek, azután létrejött a lengyel nemzet és megalakult az egyesült lengyel állam. Az első hivatalos lengyel uralkodóként I. Mieszkót ismerik el. Mieszko kereszténnyé tette a lengyel államot 966-ban, a római pápa fennhatóságát ismerve el. Ezzel létrejött egy határozott kulturális határ a Nyugat és a Kelet között, mert a keleti szomszéd, a Kijevi Rusz uralkodója, Vlagyimir a bizánci kereszténységet vezette be államában. Az első egyesült lengyel állam 1138-ban bomlott fel, amikor III. (Ferdeszájú) Boleszláv felosztotta azt fiai között.

## Az Piastok előtti időszak
Lengyelország területén a hominida fajok közül a Homo erectus (Trzebnica környékén kb. 500 ezer évvel ezelőtt) élt, a neandervölgyi ember tárgyi emlékeit (például Racibórzban vagy Krakkóban), ugyanitt a homo sapiens egyedeinek leleteit is megtalálták.
A Kr. e. 1. évezredben szétváltak az indoeurópai törzsek, és kialakult a szlávok őshazája, amely – egyes nézetek szerint – a mai Lengyelország területére tehető. A Kr. e. 500-ból fennmaradt Biskupin közeli leletek (Poznań és Bydgoszcz között) fejlett földművelésre és szabályos településhálózatra mutatnak, ahol a lakosság száma ezer fő környékére tehető. A római korban erre vezetett a borostyánút, ami fontos gazdasági szerepet játszott, összeköttetést teremtve Észak-Európa és a Földközi-tenger között.
A 4-6. században szétváltak a szláv törzsek is. Itt formálódtak a nyugati szlávság csoportjai: lechiták (a lengyelek ősei), elbai szlávok, pomeránok stb. Az Odera és Visztula közötti törzsekről elsőként 870 körül a Bajor geográfus tudósított. A műben megadott adatok alapján a legjelentősebbeknek a glopeaniak tűnnek, akik – régészeti források alapján – Kujávia, ill. a Nagy-lengyelországi vajdaság északkeleti részére tehetők (lengyelül ez a név a Goplanie). A várak megjelenése a térségben már a 7. századra, a törzsi szerveződés időszakára tehető. A formálódó arisztokrácia kedvező lehetőséget biztosított a kereskedelem fejlődéséhez. Fizetőeszközként szőttest, vagy prémárut használhattak. A 9. és 10. századra kiemelkedtek a wiślanok (központjuk – Krakkó) és a polánok (központjaik – Gniezno és Poznań).

## Államalapítás
A polánok és Lengyelország első fővárosa Gniezno volt. A polánok államában a Piast-dinasztia uralkodott, valószínűleg már a 9. század első felétől. A Gallus Anonymus írt Lengyel krónika szerint a dinasztia első fejedelme Siemowit volt. Siemowit annak a Piast földművesnek a fia volt, aki megdöntötte Popiel fejedelem uralmát.

### I. Mieszko

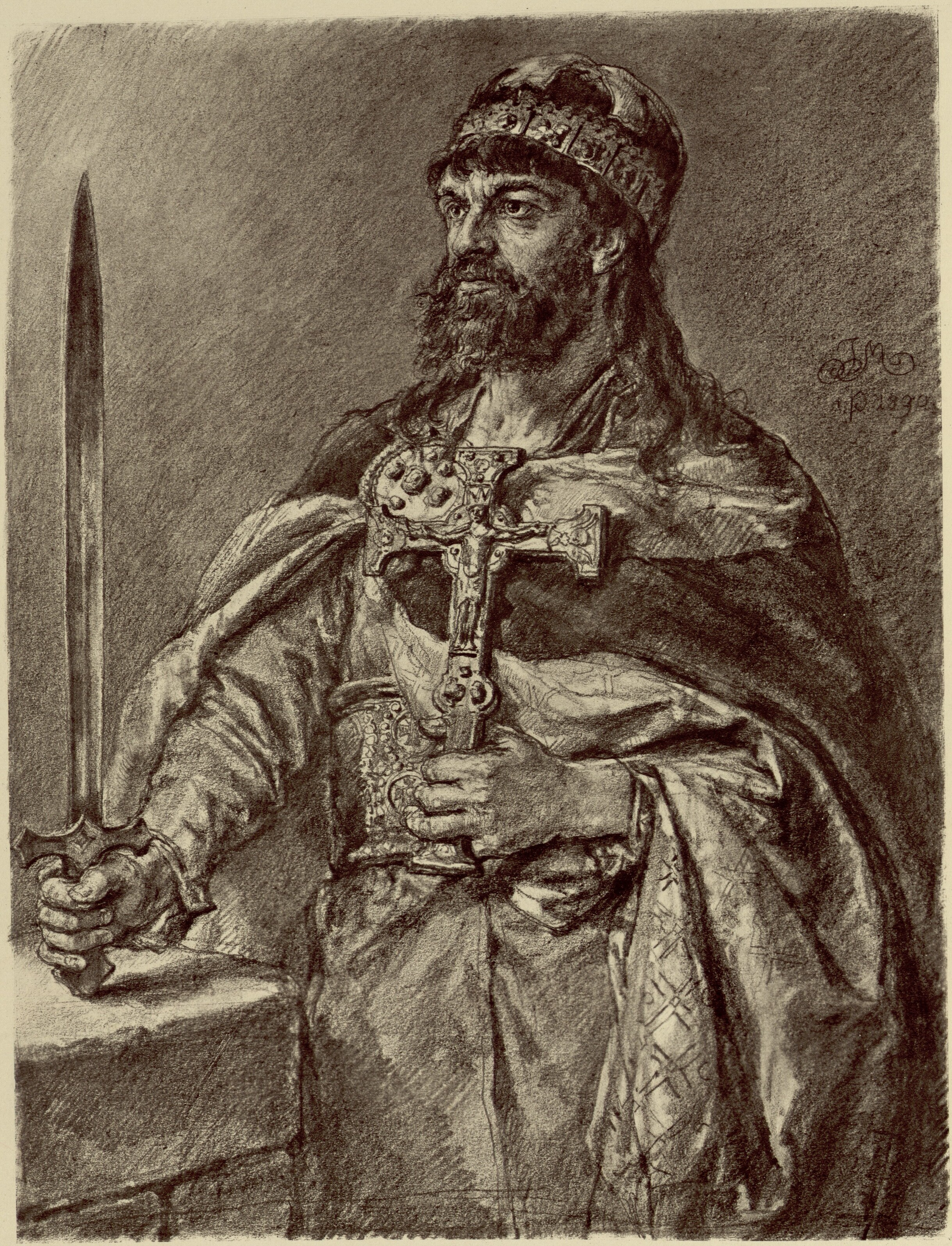
I. Mieszko Jan Matejko képén

A Piast-dinasztia első, történelmileg igazolt uralkodója I. Mieszko volt (960-992), aki a Gallus Anonymus által bemutatott genealógia szerint Siemowit dédunokája volt. I. Mieszko egyesítette a törzsek többségét. Birodalma határai keleten az oroszok földjéig, délen és nyugaton pedig a cseh és a német határig nyúlt. Uralkodása során kezdődött a német-római császárok beavatkozása a lengyel ügyekbe, az evangélium hirdetése ürügyén. 966-ban I. Mieszko felvette a kereszténységet, pogány feleségeit elűzte, majd keresztény szertartás szerint egybekelt Dobrava hercegnővel, Kegyetlen Boleszláv cseh fejedelem leányával. Ő alapította meg az első püspökséget is, Poznańban.
A kereszténység révén Lengyelország helyzete a nyugati határon így megszilárdult, mert a német keresztény fejedelmekkel egyenértékűvé lett Mieszkó, mint keresztény uralkodó – többé már nem volt ürügy támadásra. Az esküvő Dobravával megjavította a kapcsolatokat a csehekkel is. A lengyel-cseh szövetség eredménye volt Pomeránia meghódítása (967-ben), ebben a csehek katonai segítséget nyújtottak Mieszkónak. A hódítás nem járt teljes sikerrel: röviden Mieszko halála után Pomeránia megint kivívta függetlenségét. Ennek a hadjáratnak része volt Hodo nordmarki (szász) őrgróf támadása, aki ezen a földön a német befolyást védte. A leghíresebb csata ebben a háborúban a cedyniai csata volt (972-ben az Oderánál, Szczecintől 80 km-re délre). Ezt tartják a lengyel hadsereg első nagy csatájának.
Ugyancsak a csehekkel együtt I. Mieszko németországi harcokban is részt vett, amelyeknek célja a 973-tól uralkodó II. Ottó császár hatalmának megdöntése volt. Mieszko támogatta a trónkövetelő bajor herceget, Civakodó Henriket. II. Ottó apja, I. Ottó császár, korábban Mieszkó számára előnytelen ítéletet hozott egy vitában a lengyel fejedelem és Hodo őrgróf között, ezért most Mieszko fordult a császár ellen. II. Ottó legyőzte Henriket és büntetésül megtámadta Csehországot és Lengyelországot is. Ottó lengyelországi hadjárata nem hozott sikert. Dobrava halála után Mieszko Odát, Dietrich nordmarki őrgróf lányát feleségül vette, ami megint megnyugtatta a helyzetet a nyugati határon.
Amikor 983-ban II. Ottó meghalt, Civakodó Henrik megint megpróbálta megdönteni császár fiának és a trón örökösének, III. Ottó uralmát. Henrik egy év után mégis felhagyott céljával, Mieszko pedig átállt Ottó oldalára, mert mindkettőjüket az elbai szlávok fenyegették. A Mieszko és III. Ottó közötti létrejött szövetség azzal járt, hogy a lengyel-cseh szövetség megszakadt – a 80-as évek felétől ismét háború folyt. Ennek során Mieszko meghódította Sziléziát és Kis-Lengyelországot Krakkóval (de Kosmas, cseh krónikaíró szerint, Krakkót 999-ben hódították meg, ami azt jelentené, hogy nem Mieszko, hanem a fia, Vitéz Boleszláv hajtotta azt végre).
Mieszko meghódította Mazóviát is (a 60-as és 90-es évek közt) és az úgynevezett Vörös földet (Grody Czerwieńskie) – a mai Sanok, Przemyśl és Chełm környékét (a 70-es években). 981-ben a Vörös földet I. Vlagyimir kijevi nagyfejedelem visszafoglalta.
A 980-as években Mieszko Dániával is háborút viselt, aminek a célja a lengyel uralom megerősítése volt Pomerániában . Ennek érdekében szövetséget kötött Svédországgal.

### Vitéz Boleszláv

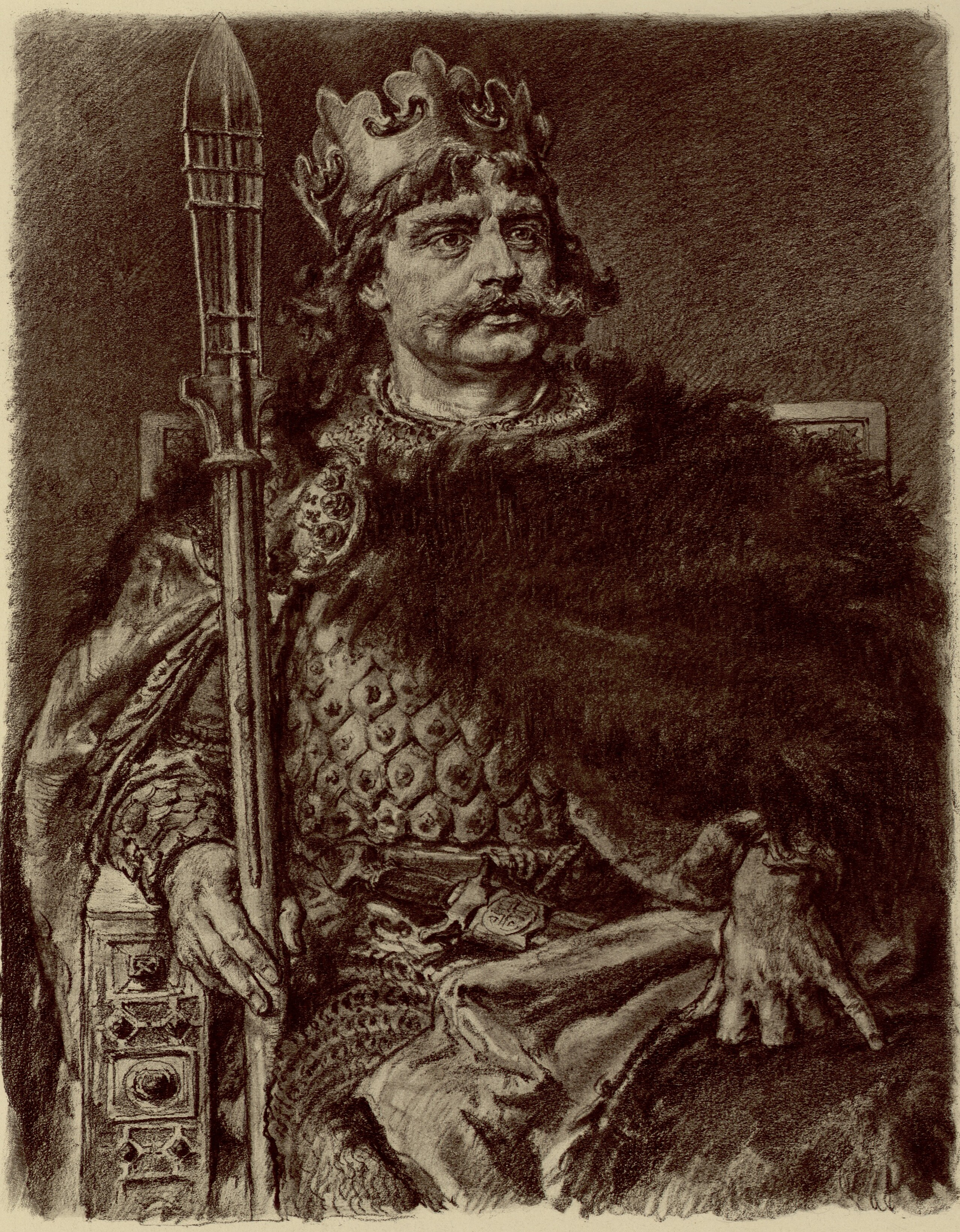
Vitéz Boleszláv Jan Matejko képén

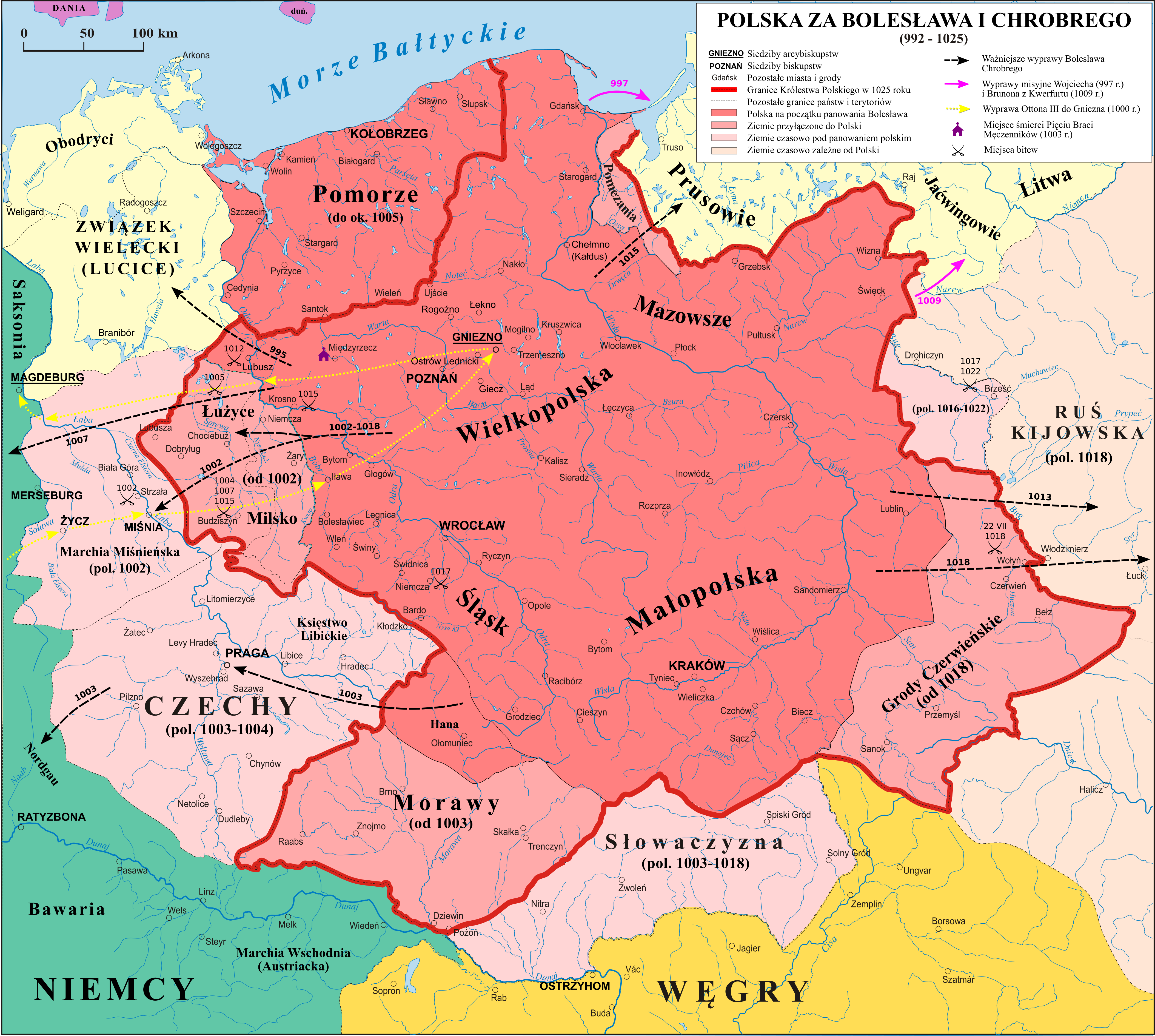
I. Mieszko és Vitéz Boleszláv állama: rózsaszínel I. Mieszko állama (992), piros vonal – Lengyelország határai 1025-ben

Mieszko halála után fia, Vitéz Boleszláv (Bolesław Chrobry) került a trónra. Őt tekinthetjük Lengyelország valódi megalapítójának. III. Ottó szövetségese volt, aki szimbolikusan királlyá koronázta őt 1000-ben és hozzájárult érsekség alapításához, Gnieznóban. Egyelőre mégsem lett Boleszláv jogailag királlyá, pedig II. Szilveszter pápa állítólag küldött neki koronát. A legenda szerint ezt végül a magyarok kapták meg, I. István számára. III. Ottó már 1002-ben meghalt, Boleszláv kihasználva a zűrzavart a császár halála után, megszerezte Lausitzot.
1002-ben elűzték Vöröshajú Boleszláv cseh fejedelmet. A következő évben Vitéz Boleszláv segítségével visszatért, de kegyetlenkedései miatt újból elűzték. Ezúttal a lengyel fejedelem már nem segítette, hanem foglyul ejtette, megvakíttatta, és haláláig egy lengyel várba záratta, majd elfoglalta a cseh trónt. Így, Vitéz Boleszláv uralma alá került Csehország, Morvaország, Kis-Lengyelország és (Gallus Anonymus gesztája alapján) valószínűleg a Magyarország észak-nyugati része.
Németország új királya, II. Henrik (Civakodó Henrik fia), elfogadta, hogy Boleszláv elfoglalta Lausitzot, mert még a trónra kerülése kötötte le, ezért hűbéri birtokként átengedte Lausitzot Boleszlávnak. Mivel Boleszláv nem akarta letenni a hűbéri esküt Henriknek, utóbbi 1003-ban hadjáratot szervezett és megdöntötte Boleszláv hatalmát Prágában (1004). Lengyelországnál maradt Morvaország, 1005 és 1007 között meghódította Lausitzot is. A Henrik és Boleszláv közötti háborúk 1018-ig tartottak, ezek végén Henrik – már császárként – szövetséget kötött Bölcs Jaroszláv kijevi fejedelemmel. A bautzeni békével fejeződött a háború, amelynek értelmében Boleszláv csak Lausitzot őrizte meg, most már mint a saját tulajdonát és nem hűbéri birtokot. A háború során Boleszláv Istvánnal is összecsapott a Felvidék területén, majd a két uralkodó (az 1018-as kijevi hadjárat előtt) békét kötött.
A lengyel-német háborút kihasználva, 1007 táján Nyugat-Pomeránia függetlenítette magát Lengyelországtól.
A bautzeni béke megkötése után, 1018-ban Boleszláv hadjáratot indított Bölcs Jaroszláv kijevi fejedelem ellen, annak érdekében, hogy trónra ültesse a vejét, Szvjatopolkot. Meghódította Kijevet és újra Lengyelországhoz csatolta a 981-ben elvesztett Vörös földet (Kijev ostromában I. István magyar király katonái is részt vettek). Szvjatopolk nem tudta fenntartani a hatalmát. Amikor elűzték, újra segítséget kért Boleszlávtól, de a lengyel fejedelem már nem segített, mert felismerte, hogy a veje nem érdemes erre. Boleszláv támogatta Jaroszlávot mint méltó uralkodót és megnemtámadási szerződést kötött vele.
Vitéz Boleszláv államának a hatalma arra inspirálta a fejedelmet, hogy megszerezze a királyi koronát. Már 1000-ben megpróbálkozott ezzel, de nem sikerült neki. Mivel 1024-ben meghalt VIII. Benedek pápa és II. Henrik császár (mindketten csak ártottak Lengyelországnak), Boleszláv törekvése XIX. János pápánál ezúttal sikerrel járt. 1025 áprilisában megkoronáztatta magát, de két hónappal később meghalt.
Az első Piastok államának központja Gniezno volt. A kereszténység jótékony hatására gyorsan fejlődött az ország mind politikai, mind gazdasági, mind kulturális téren. Ekkor még sokféle nyelvű és etnikumú törzsek éltek itt, akik tanyákon laktak, de törvények hatására falvakba, városokba (posada) kezdtek tömörülni, ahol a mezőgazdaságon kívül már iparral is foglalkoztak. A nagyobb települések körül erődítmények jöttek létre, amelyeket várnagyok és őrgrófok (palatinusok) vezettek. Kialakult a feudális társadalom, így a nemeseknek fegyverrel kellett szolgálniuk az urukat.

## Állam bukása – II. Mieszko és Veszprém

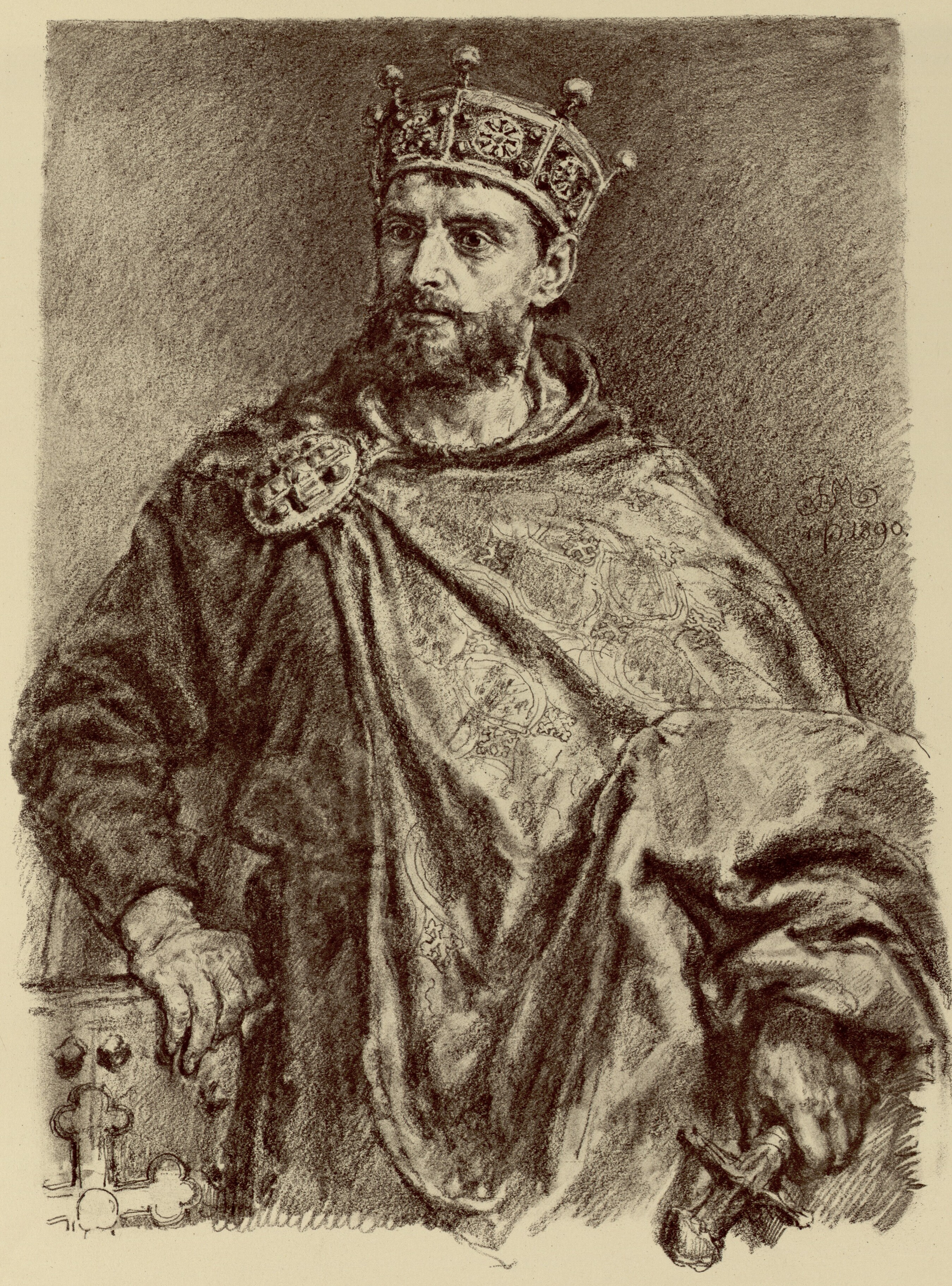
II. Mieszko Jan Matejko képén

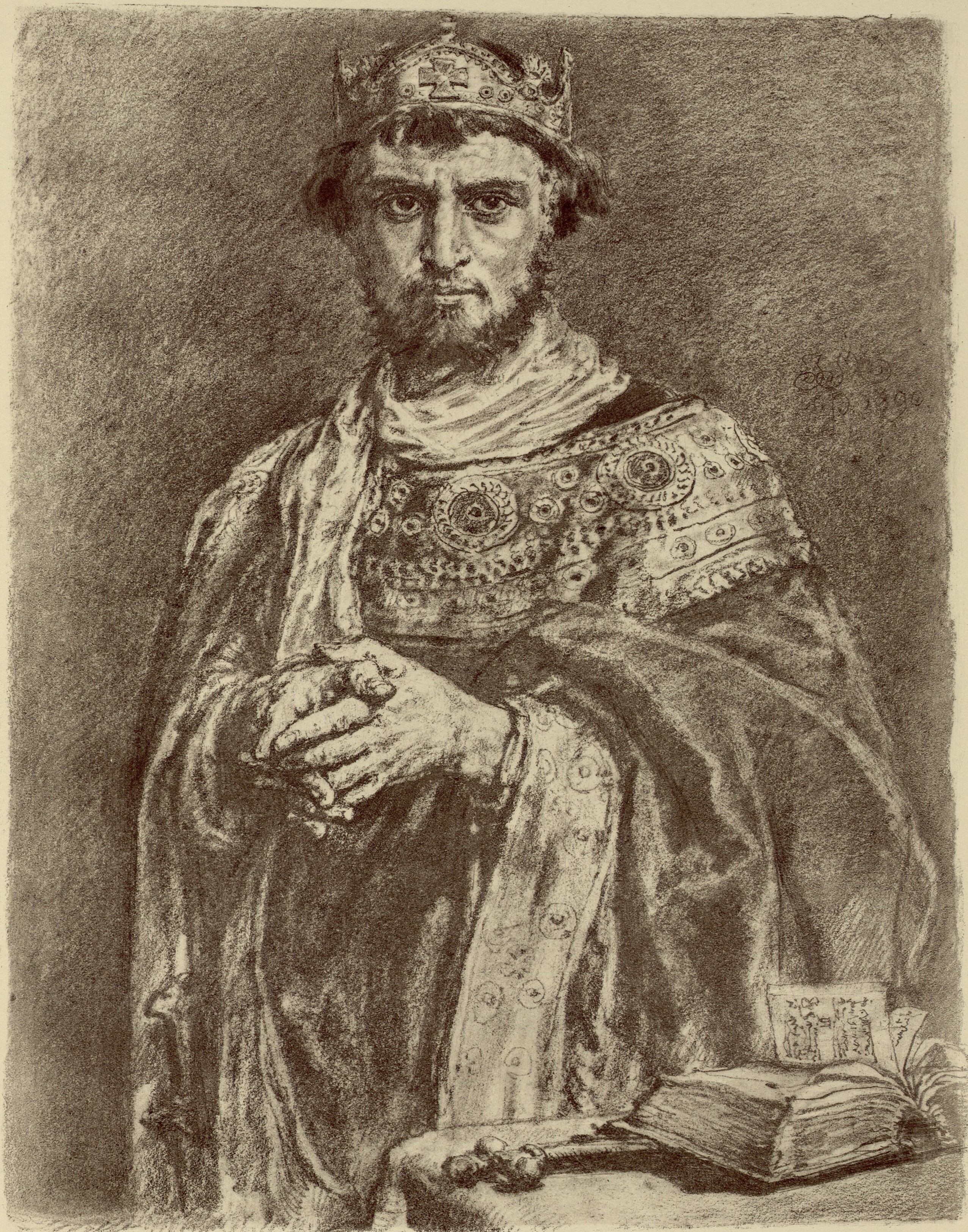
I. Megújító Kázmér Jan Matejko képén

I. Boleszláv halálát követően fia, II. Mieszko került a trónra és még 1025-ben megkoronáztatta magát lengyel királlyá. Törekedett folytatni apja terjeszkedési politikáját, mégsem tudott a nyomdokaiba lépni. Elhanyagolta a kormányzást és az igazságszolgáltatást, gyakran szeszélyes volt. A maga erejében bízva, 1028-ban lerohanta és tönkretette Szászországot. Lengyelország szomszédainak elegük lett a Vitéz Boleszlávval elindult agresszív politikából és most megbosszulták azt: elsőként II. Konrád császár megtámadta Lausitzot, azután Ulrik cseh fejedelem elfoglalta Morvaországot, 1030-ban pedig keletről Bölcs Jaroszláv kijevi fejedelem tört az országra. A II. Mieszko által elűzött testvérei közreműködésével létrejött a német-orosz szövetség, ami a királyi hatalom bukását okozta Lengyelországban. Kezdetben Lausitz vált le az államról, azután Vörösföld. A Kárpátoktól délre eső területeket I. István magyar király foglalta vissza. II. Mieszko elmenekült az országból, a királyi hatalmat pedig átvette mostohafivére, Veszprém (Bezprym), aki 1031-ben tért vissza magyarországi elűzetéséből. Mieszkót elűzték Csehországba, ahol Ulrik fejedelem kiheréltette (így állva bosszút amiatt, hogy Mieszko apja, Vitéz Boleszláv, korábban megvakíttatta Ulrik nagybátyját, Vöröshajú Boleszlávot). Veszprém pedig visszaadta a császárnak a koronázási jelvényeket és annak bábjaként fejedelem lett. Véresen üldözte az ellenségeit. Uralkodása az államszerkezet szétbomlására és a hatalom tekintélyének aláásására vezetett (akkoriban számos pogány lázadás robbant ki). Ezért már 1032 tavaszán meggyilkolták a kíséretéhez tartozó emberek.
Lengyelországba II. Mieszko hazatért, de már 1034-ben meghalt. Így I. Megújító Kázmér, II. Mieszko fia lett az uralkodó, aki kezdetben akadályoztatva volt a kormányzásban. Helyzete gyenge volt: állandó népi felkelések, amelyek eredményeként Kázmérnak menekülnie kellett – előbb Magyarországra, majd Franciaországba, azután Németországba. Az interregnumot kihasználva, 1038-ban I. Břetislav cseh fejedelem megtámadta Lengyelországot, rengeteg kincset rabolt. Kifosztotta Nagy-Lengyelországot, tönkretette a püspöki székhelyeket, magával vitte Szent Adalbert ereklyéit, feldúlta I. Mieszko síremlékét. Elfoglalta Sziléziát és Kis-Lengyelországot is. A cseh hatalomnak ez a növekedése megrémítette a német császárt, III. Henriket, akinek segítségével Kázmér kiűzte Břetiszlávot és visszaszerezte Kis-Lengyelországot. 1047-ben Bölcs Jároszláv fejedelem segített a lengyel uralkodónak visszaszerezni Mazóviát, ahol eddig egy lázadó, Masław uralkodott. Kázmér hamarosan Sziléziát is visszavette.

## Az ország újjáépítése

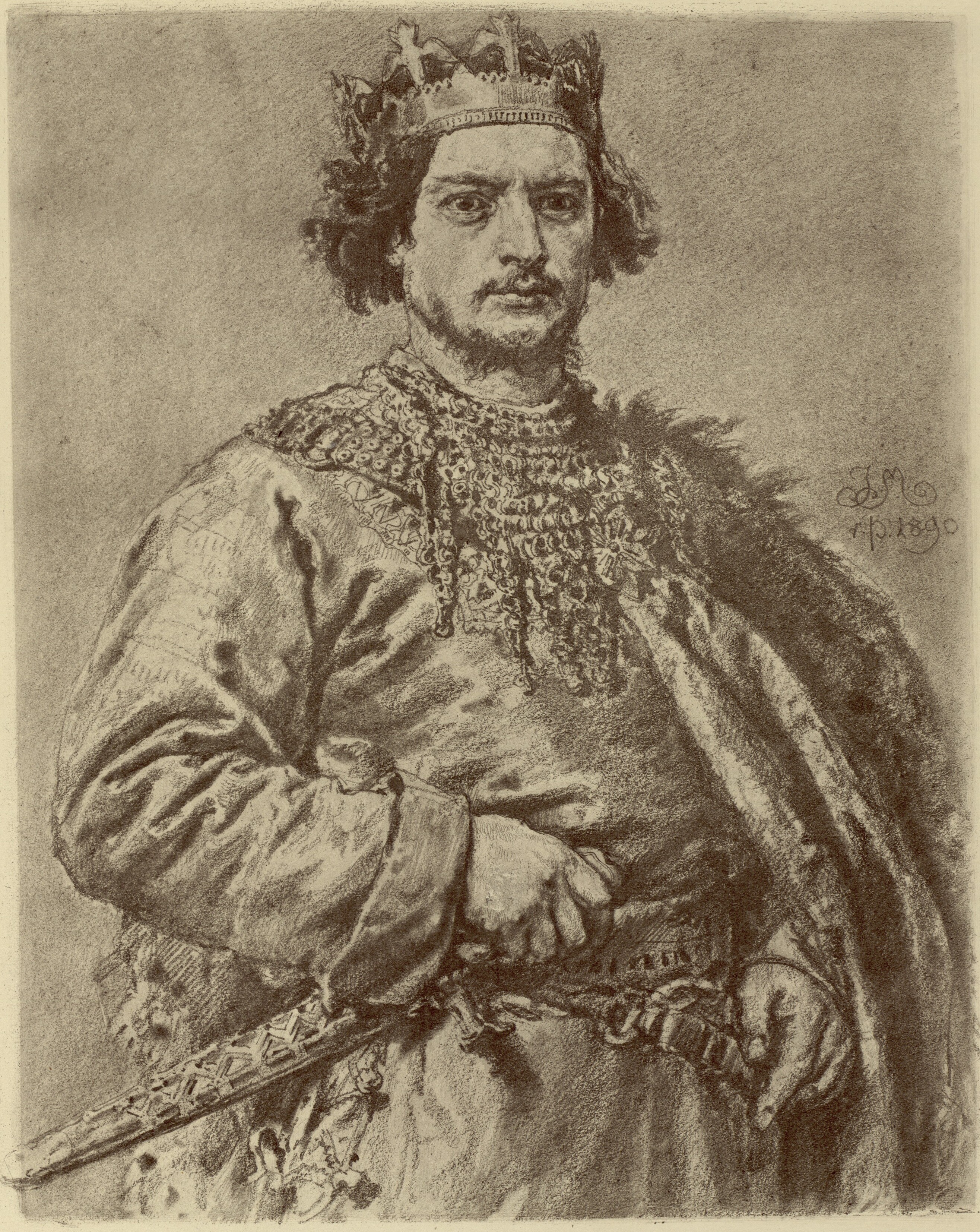
II. (Bőkezű) Boleszláv Jan Matejko képén

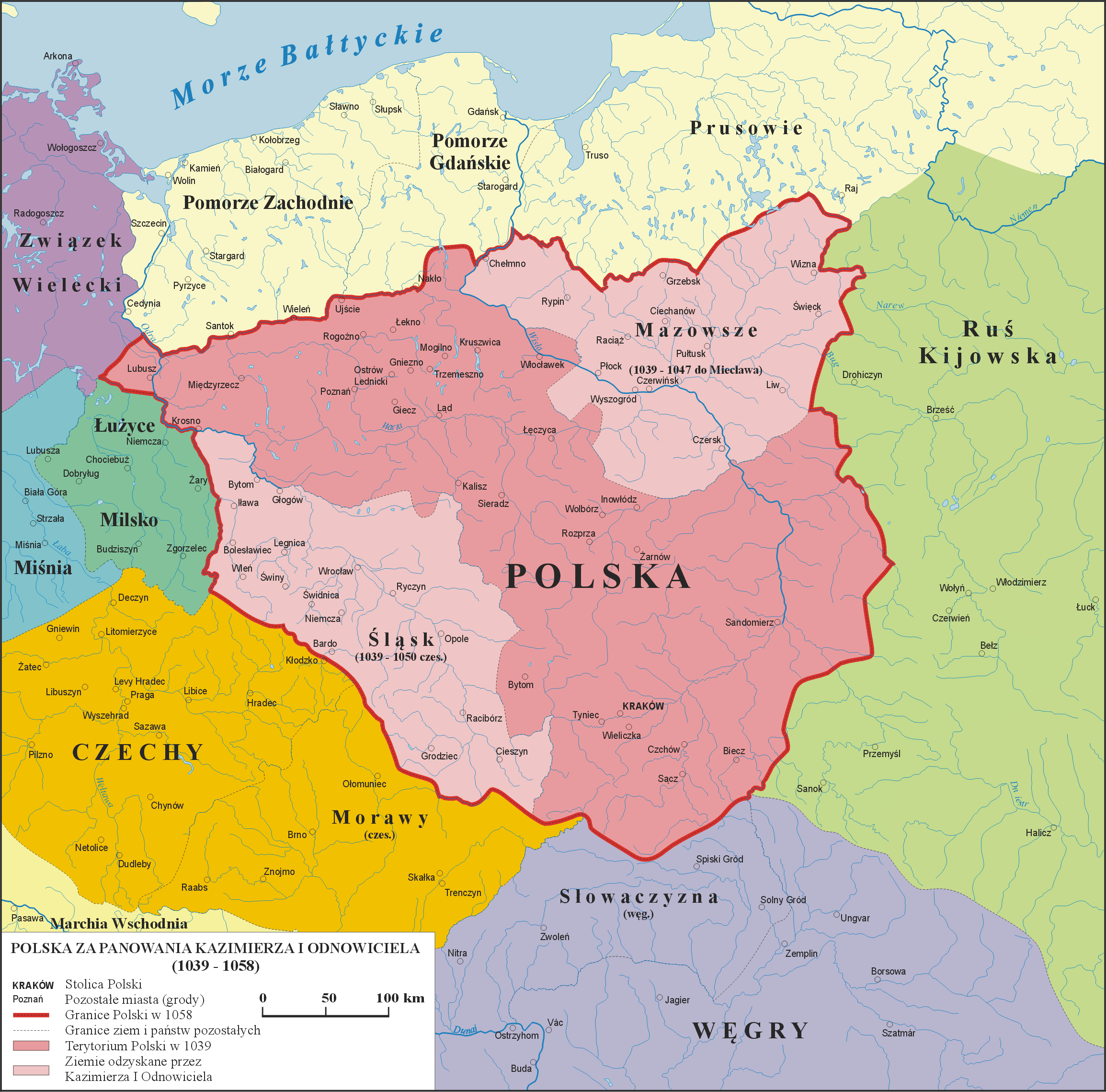
Lengyelország I. Kázmér korában

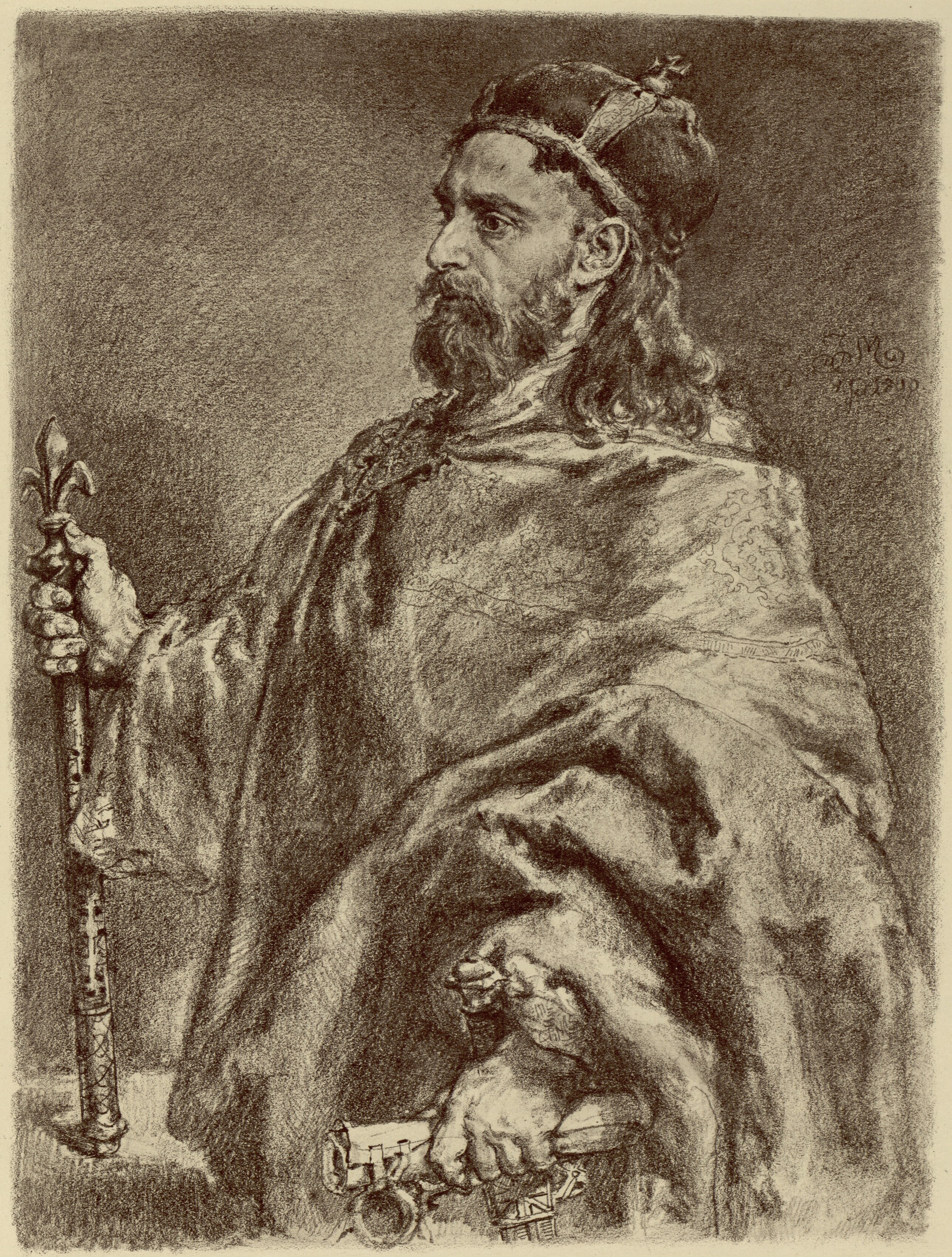
I. Ulászló Jan Matejko képén

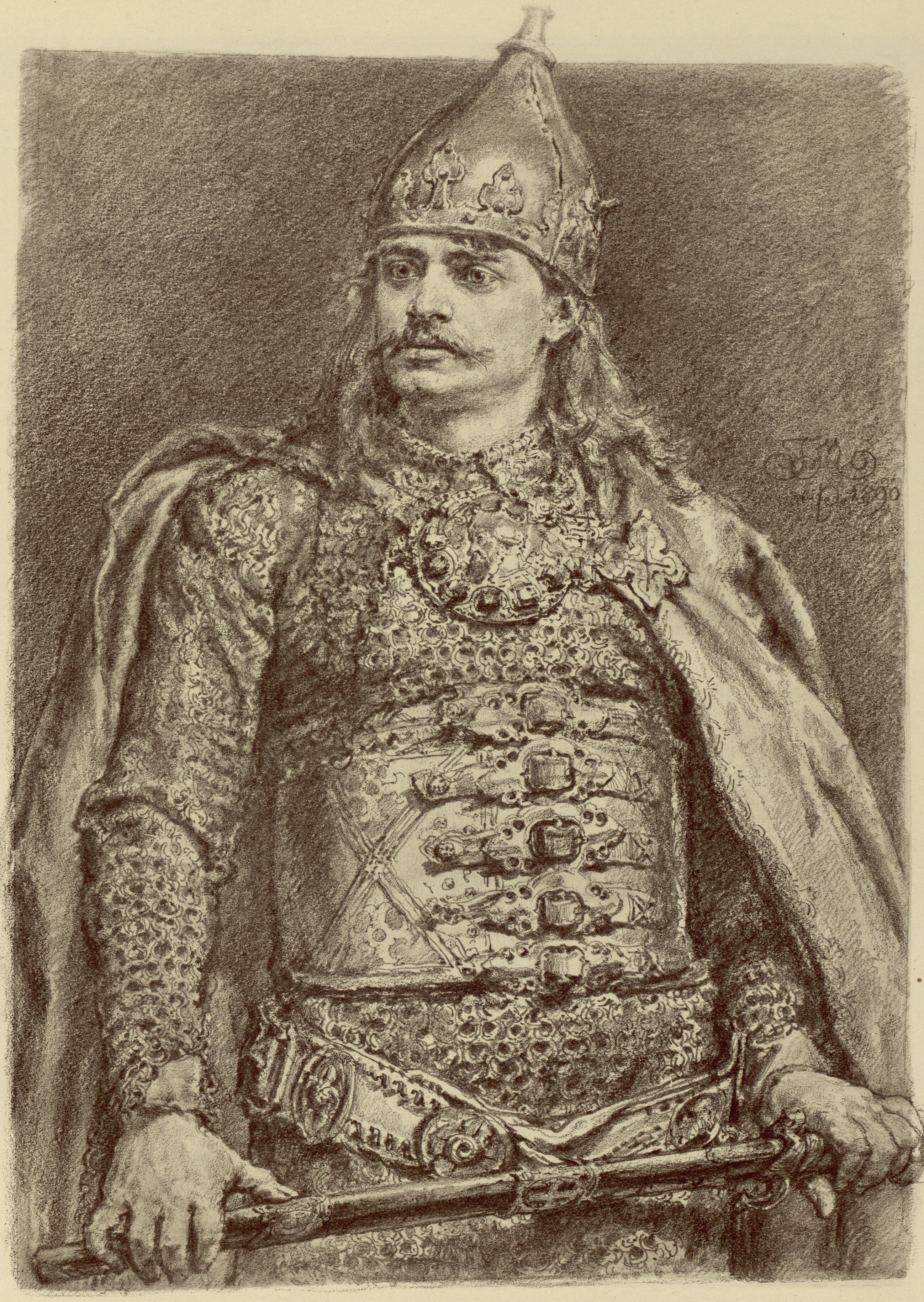
III. (Ferdeszájú) Boleszláv Jan Matejko képén

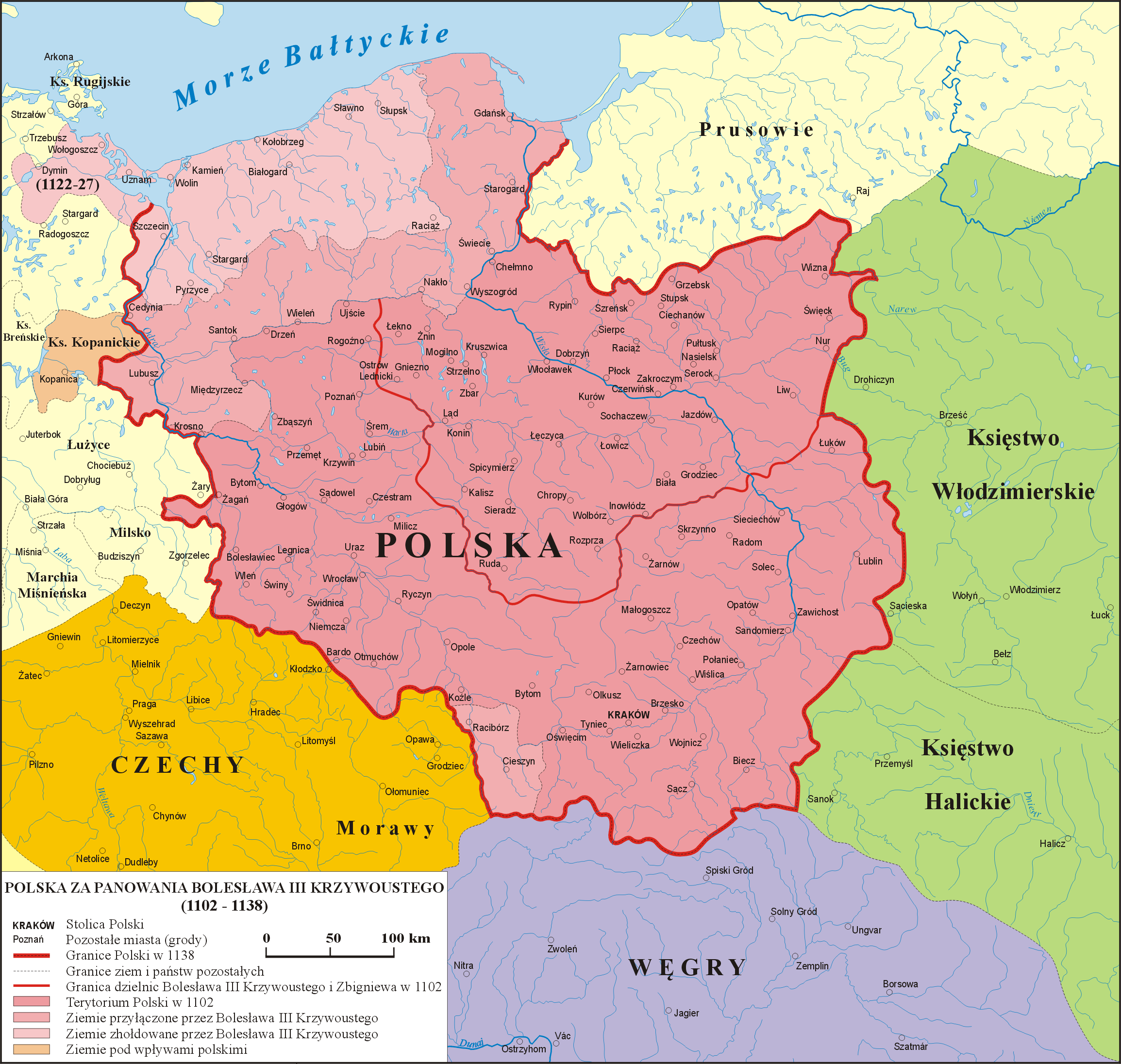
Lengyelország III. (Ferdeszájú) Boleszláv korában

Kázmér erős kézzel állította helyre a közrendet, ismét megszilárdította a kereszténységet, több új püspökséget (Krakkó, Wrocław), apátságot is (Tyniec Krakkó mellett) létrehozott. Gniezno és Poznań annyira le voltak rombolva, hogy a fejedelemnek Krakkót kellett választania a székhelyévé (kb. 1040). Az ország újjáépítése célját kitűző törekvései miatt Kázmér az "megújító" (Odnowiciel) előnevet kapta.
Kázmér 1058-ban meghalt. Utódja II. Boleszláv lett. Aktív külpolitikát folytatott, beavatkozott a környező országok – Cseh-, Magyar- és Oroszország – trónviszályaiba. Az első ilyen hadjáratot 1060-ban indította Magyarországra, hogy a szövetségesét, I. Bélát (ő II. Mieszko lányának a férje), trónra ültesse, azután 1074-ben – I. Gézát meg 1077-ben I. Lászlót támogatta. Hasonlóan támogatta a kijevi fejedelmet, I. Izjaszlávot, 1077-ben, ő II. Mieszko másik lányának férje volt. Törekedett a királyi korona visszaszerzésére, azért következetesen harcolt a német császárok ellen és támogatta VII. Gergely pápát az invesztitúraharcban. A törekvései sikerrel jártak – 1076-ban a pápa elismerte őt lengyel királyként. Azonban akadtak ellenségei is, mint például Szent Szaniszló krakkói püspök. A legenda szerint, bírálta a királyt, erre ő annyira megharagudott, hogy saját kezével leszúrta. Ezután a pápa kiátkozta, így Boleszláv Magyarországra menekült (1079). Az uralkodása annyira ellentmondásos volt, hogy a lengyel történelemben szélsőséges előneveket visel emiatt – Bőkézű (Szczodry), Merész (Śmiały) és Kegyetlen (Okrutny).
Elűzetése után nem fiai, hanem öccse, I. Ulászló (Władysław Herman) került hatalomra. Hiába vette el IV. Henrik lányát, tekintélyt nem tudott kiharcolni. Ebben az is közrejátszhatott, hogy eléggé tehetetlen, határozatlan volt, hiányzott a kormányzáshoz szükséges tehetsége. Az uralkodó lemondott a királyi címről, a császársággal és Csehország szemben alárendeltté lett (a csehek meghódították Kis-Lengyelországot, a lengyeleknek sarcot kellett fizetniuk Sziléziáért). Helyette Sieciech nádor kormányzott, akinek uralkodása elégedetlenkedést keltett egyre több feudálúr között – azért 1099-ben a fejedelem kénytelen volt emigrálni, az országot pedig a fiai, Zbigniew és III. (Ferdeszájú) Boleszláv közt felosztani. 1102-ben az ő halálával megkezdődött a harc Zbigniew és Boleszláv között. Kezdetben Zbigniew került hatalomra, de 1107-ben testvére legyőzte. Ő 1109-ben csatlakozott V. Henrikhez, azonban a Hundsfeldi (Psie Pole) csatában Boleszláv végleg legyőzte, ezzel megszilárdította hatalmát (jelentősen segített neki ebben a harcban a szövetség Könyves Kálmánnal, aki egyidejűleg megtámadta Csehországot, megakadályozva abban, hogyfegyveresen támogassa a császárt). Később ugyan Boleszláv ismét visszahívta bátyját, de hamarosan árulással vádolta, és megvakíttatta. Ezért a pápa kiátkozta, és Boleszláv csak nagy nehézségek árán kapta vissza korábbi jogait.
1114-ben Boleszláv békeszerződést kötött a császársággal és Csehországgal, ezért meg tudta kezdeni Pomeránia meghódítását. A Keleti Pomeránia (Gdańskkal) Lengyelországhoz csatolása 1119-ben következett, a Nyugat-Pomerániáé pedig (Szczecinnel) – 1122-ben (majd 1130-ban – Rügené).
1131-ben meghalt II. István magyar király, ami polgárháborúra vezetett. Boleszláv támogatta ebben Boriszt, aki azt állította, hogy Kálmán fia. A második trónkövetelőt, Bélát, Kálmán unokaöccsét, sokan támogatták Magyarországon, Csehországban, Ausztriában és Németországban. A Sajó folyó völgyében vívott csatában (1132-ben) a koalició jelentős győzelmet aratott a lengyel fejedelem fölött, akinek vissza kellett térnie Lengyelországba. A magyarországi sikereket kihasználta I. Szobeszláv cseh fejedelem, a német császár vazallusa, aki 1132-34 között sokszor lerohanta Sziléziát. A lengyel-magyar viszály és Pomeránia kérdése megoldódott 1135-ben azzal, hogy Boleszláv elismerte Bélát magyar királyként, III. Lothár német-római császár pedig a lengyel jogokat Pomeránia felett. A gnieznói érsekség fennhatóságát a lengyel egyházmegyek főlőtt is elismerték, ezzel igazolták a lengyel egyház függetlenségét.
A saját kellemetlen tapasztalataitól vezetve megkímélte fiait a trónért folyó harctól: Boleszláv az 1138-as végrendelétében szétosztotta fiai között az államot. Halálát követően ezzel megkezdődött a rész-fejedelemségek kora.